# Chat Silayan
Maria Rosario Silayan-Bailon, plus connue sous le nom de Chat Silayan, née le 8 juillet 1959 et morte le 23 avril 2006, est une actrice philippine. Elle a été élue Miss Univers Philippines 1980. Elle est la 17e Miss Monde Philippines. Elle a remporté le titre de 3e dauphine au concours Miss Univers 1980.

## Biographie

### Jeunesse et études
Chat Silayan est la fille de l'acteur philippin, Vic Silayan. Ses parents divorcent après que sa mère, Antonietta Rivera ait découvert les enfants illégitimes de son père, sa fille, Marivic Simon, épouse de l'ancien maire de la ville de Quezon City, Jun Simon ainsi que ses deux fils, Rey Silayan et Chito Silayan, décédé en 1998 d'un cancer des poumons,. Le divorce a eu lieu au cours de sa dernière année à Philippine Women's University où elle a fait ses études sur la nutrition et sur la diététique. À l'âge de dix-huit ans, elle commence le mannequinat où elle travaille pour Tita Conching afin d'aider sa famille financièrement. En 1987, son père, Vic Silayan décède d'une crise cardiaque.

### Élection Miss Philippines 1980
Ruffa Gutierrez est élue Miss Univers Philippines 1980 et succède à Criselda Flores Cecilio, Miss Univers Philippines 1979 à Quezon City.
Ses dauphines :
- 1re dauphine : Susan Warsaw Africa
- 2e dauphine : Celestina Maristela

#### Parcours
- Miss Univers Philippines 1980
- 3e dauphine au concours Miss Univers 1980 à Séoul, Corée du Sud

### Vie privée
Chat Silayan avait fréquenté le réalisateur italien Edoardo Margheriti pendant trois ans. Ils eurent un fils, Victor Anthony. Le 30 décembre 1992, elle épouse Mike Bailon avec qui elle aura deux enfants, Timothy et Micaela.

### Décès
Chat Silayan est décédée aux alentours de 20 heures le 23 avril 2006 au Centre médical St. Luke à Quezon City après deux ans de combat contre le cancer du côlon. Elle a gardé sa maladie secrète loin des médias, ne voulant pas que le public la voit dans un tel état. Seule sa famille et ses amis proches était au courant de son cancer. D'après son mari, Mike Bailon, dès 1999, elle a commencé à ressentir une douleur au bas du dos. Elle pensait que c'était une hernie discale qui a été suivi de près par le médecin de Chat. La douleur avait disparu mais elle est revenue en 2004 et l'a diagnostiqué d'un cancer du côlon. Son cancer s'est déplacé à son ovaire et puis, il s'est étendu, touchant son foie et d'autres organes.
Elle est inhumée au park mémorial de Manille à Parañaque.

## Filmographie

### Cinéma
| Année | Titre                           | Réalisateur               | Rôle              |
| ----- | ------------------------------- | ------------------------- | ----------------- |
| 1981  | Ang Maestro                     | Fernando Poe Jr.          |                   |
| 1981  | Kamakalawa                      | Eddie Romero              | Amihan            |
| 1982  | Cinq et la peau                 | Pierre Rissient           |                   |
| 1982  | Ang Tapang para sa Lahat!       |                           |                   |
| 1984  | Kung Tawagin Siya'y Animal      | Nick Romano               |                   |
| 1986  | Kailan Tama Ang Mali            | Celso Ad. Castillo        |                   |
| 1988  | Le Triangle de la peur          | Antonio Margheriti        | Ling              |
| 1990  | Dyesebel                        | Mel Chionglo              |                   |
| 1997  | Ipaglaban Mo! The Movie Part II | Rory B. Quintos           | Marta (épisode 1) |
| 1999  | Esperanza, le film              | Jerry Lopez Sineneng      | Ester             |
| 2003  | Kung Ako Na Lang Sana           | Jose Javier Reyes         | Tia Lea           |
| 2003  | My First Romance                | Don Cuaresma (Two Hearts) | Azon              |

### Télévision

#### Séries télévisées
| Année     | Titre     | Rôle                 | Chaîne télévisée |
| --------- | --------- | -------------------- | ---------------- |
| 1997–1999 | Esperanza | Ester                | ABS-CBN          |
| 2002      | Bituin    | Elvira Montesilverio | ABS-CBN          |

#### Émissions
| Année     | Titre            | Rôle                         |
| --------- | ---------------- | ---------------------------- |
| 1980      | Miss Philippines | Elle-même                    |
| 1981-1986 | Student Canteen  | Elle-même - Co-organisatrice |